# Theope nodosus
Theope nodosus is een vlindersoort uit de familie van de prachtvlinders (Riodinidae), onderfamilie Riodininae.
Theope nodosus werd in 1999 beschreven door Hall, J.